# Piet van Est
Piet van Est (Fijnaart, 11 augustus 1934 - Roosendaal, 17 oktober 1991) was een Nederlandse wielrenner.
Zijn eerste grote overwinning bij de professionals behaalde hij in 1958 toen hij verrassend de eindoverwinning behaalde in de Ronde van Nederland.
Zijn meest in het oog springende overwinning was de 8e etappe in de Ronde van Italië in 1961. 
Piet van Est was een jongere broer van profwielrenners Nico en Wim van Est.

## Belangrijkste overwinningen
1955 (Amateurs)
- 3e etappe deel B Olympia's Tour

1956
- 7e etappe Ronde van Europa

1958
- Eindklassement Ronde van Nederland

1959
- criterium Eindhoven (2e manche G.P. Locomotief)

1961
- 8e etappe Ronde van Italië
- 3e etappe Ronde van België

1962
- 2e etappe Dwars door België
- 2e etappe deel B Ronde van Frankrijk (ploegentijdrit)
- Hoegaarden-Antwerpen-Hoegaarden
- kermiskoers Baol Draaiom, Baarle-Hertog

1963
- 2e etappe Ronde van Nederland
- 5e etappe Ronde van Nederland
- Omloop van Oost-Vlaanderen

1964
- Eindklassement Dwars door België

## Resultaten in voornaamste wedstrijden
| Jaar | Ronde van Italië | Ronde van Frankrijk | Ronde van Spanje |
| ---- | ---------------- | ------------------- | ---------------- |
| 1957 |                  | 32e                 |                  |
| 1958 |                  | 22e                 |                  |
| 1959 |                  | buiten tijd         |                  |
| 1960 |                  | 28e                 |                  |
| 1961 | 35e (1)          | opgave              |                  |
| 1962 | opgave           | 26e                 |                  |
| 1963 |                  |                     |                  |
| 1964 |                  | buiten tijd         |                  |

| Jaar | Milaan-San Remo | Gent-Wevelgem | Ronde van Vlaanderen | Parijs-Roubaix | Luik-Bast.‑Luik | Dwars door Vlaanderen | Waalse Pijl | Omloop Het Volk |
| ---- | --------------- | ------------- | -------------------- | -------------- | --------------- | --------------------- | ----------- | --------------- |
| 1957 |                 |               |                      |                |                 |                       |             |                 |
| 1958 |                 | 52e           |                      |                |                 |                       |             |                 |
| 1959 |                 | 51e           | 32e                  |                | 26e             |                       |             | 4e              |
| 1960 |                 |               |                      |                |                 |                       |             |                 |
| 1961 | 96e             |               |                      | 46e            | 4e              |                       |             |                 |
| 1962 |                 | 37e           |                      |                |                 | ↑                     | 9e          |                 |
| 1963 |                 | 30e           | 37e                  | 48e            | 16e             |                       |             | 10e             |
| 1964 |                 |               |                      | 43e            | 11e             | ↑                     |             |                 |